# Pastoriza
Pastoriza (galicisk: A Pastoriza) er en by og kommune i det nordvestlige Spanien i provinsen Lugo. Den har et indbyggertal på 2.787 (2024) indbyggere.